# Анджей Фредро (руський воєвода)
Анджей Фредро гербу Бонча (Анджей Фредро з Новосільців (Новоселиць), Плешевичів, Любіня, пол. Andrzej Fredro, пом. 1496) — шляхтич, військовик, урядник Королівства Польського (Яґеллонів).

## Життєпис
За даними о. Каспера Несецького ТІ, другий син Миколая Фредра. Адам Бонецький стверджував, що він (також брати Ян, Якуб; сестрами або доньками когось із синів батька були Зофія, дружина Пйотра Блюдницького, і Катажина, дружина Якуба Копичинського, які 1497 року уклали угоду з братом Яном) був сином другої дружини батька Фрідро (Фредро) з Плешевичів) — Дороти Лігензянки, доньки ленчицького воєводи, а старші зведені брати Анджей і Фридруш — дітьми від першого шлюбу батька з N. Бибельською (пом. до 1441).
Власник (дідич) частини маєтностей галицького каштеляна Анджея Фредра з Плешевичів, Чишок, Любіня, Ляцького, в тому числі частини маєтку Бучацьких.
Ймовірно, відзначивсяу битвах із волохами, татарами, у яких 1477 року мав відбити великий ясир, забраний під час нападу на Польщу (ймовірно, фактично на Русь). Перед молдавською виправою (походом) короля Яна I Ольбрахта мав бути послом до молдавського господаря Штефана III. 
Брав участь у походах-відповідях після нападів татар, волохів. 1493 року став подільським воєводою після Давида Бучацького, пізніше став руським воєводою перед Миколаєм Тенчинським.
Відомості про нього в гербівниках є дуже суперечливі (плутають з Анджеєм Фредром — сином Фредра (Фридра) з Плешевичів). В «Актах земських перемиських» його згадують часто, головно під час процесів із синами Давида Бучацького Міхалом, Станіславом, Яном.

## Сім'я
Був одружений із Катажиною з Гербуртів — донькою перемиською хорунжого, удовою з 1463 року (або 1464/1465) року по Янові Кміті з Дубецька (сину Миколая Кміти та доньки Міхала «Мужила» Бучацького Малґожати). 
Відомі діти:
- NN, донька, дружина галицького земського судді Пйотра Блудницького (Блюдницького).[7]